# Corte suprema dell'Ucraina
La Corte suprema dell'Ucraina (in ucraino Верховний Суд України?, Verchovnyj Sud Ukraïny) è il più alto organo giurisdizionale dell'Ucraina.

## Storia
La Corte suprema dell'Ucraina è stata istituita l'11 marzo 1923 e per lungo tempo è stata soggetta all'autorità sovietica, per poi tornare alla sua autorità nel 1991, a seguito dell'indipendenza dell'Ucraina.
Nel 2004 ha giocato un ruolo determinante nell'esito della rivoluzione arancione, invalidando le elezioni del novembre 2004 e indicendone immediatamente di nuove per la fine di dicembre. L'esito delle nuove elezioni ha capovolto il risultato precedente e, con la vittoria di Viktor Juščenko, la rivoluzione arancione ha raggiunto per via pacifica e democratica i suoi scopi.
Nel dicembre 2022 ha stabilito che i simboli utilizzati durante la seconda guerra mondiale dalla divisione Galizia non sono nazisti. Pertanto non possono essere banditi nel paese e durante le manifestazioni.

## Struttura
Alla Corte è riconosciuta la propria autorità dalla Costituzione ma la maggior parte della sua struttura è definita dalla legislazione ordinaria.
La corte è comporta da diversi giudici che operano presso diversi settori (penale, civile, amministrativo e di arbitrato). Una sezione separata riguarda i casi di giurisdizione militare.
Le nomine dei giudici della Corte sono fatte dalla Verchovna Rada, il parlamento ucraino, e non hanno limiti di tempo, né vi è un limite al numero delle nomine. L'unico vincolo è relativo all'età: ogni membro della corte (così come ogni giudice) è obbligato al pensionamento a 65 anni.
Il presidente della Corte suprema è eletto e destituito dall'ufficio dall'Assemblea plenaria della Corte, attraverso una votazione a scrutinio segreto.